# Форд Конно
Форд Конно (англ. Ford Konno, 1 січня 1933) — американський плавець.
Олімпійський чемпіон 1952 року, призер 1956 року.